# Thion (Vanuatu)
Thion (također i dupinski otok) je mali nenaseljeni otok u pokrajini Sanma, u državi Vanuatu.
Thion se nalazi na nekoliko kilometara od Shark Baya, ispred istočne obale otoka Espiritu Santo. Najveći vrh je na 213 m/nm. Otočić ima 2 slatkovodna jezera. Na otoku je i stari napušteni ranč na kojem se nekad uzgajala stoka, a danas se koristi samo za izlete lokalnih stanovnika. Otok je poznat i kao "dupinski otok, zbog svojeg oblika.